# VéloCité (Mulhouse)

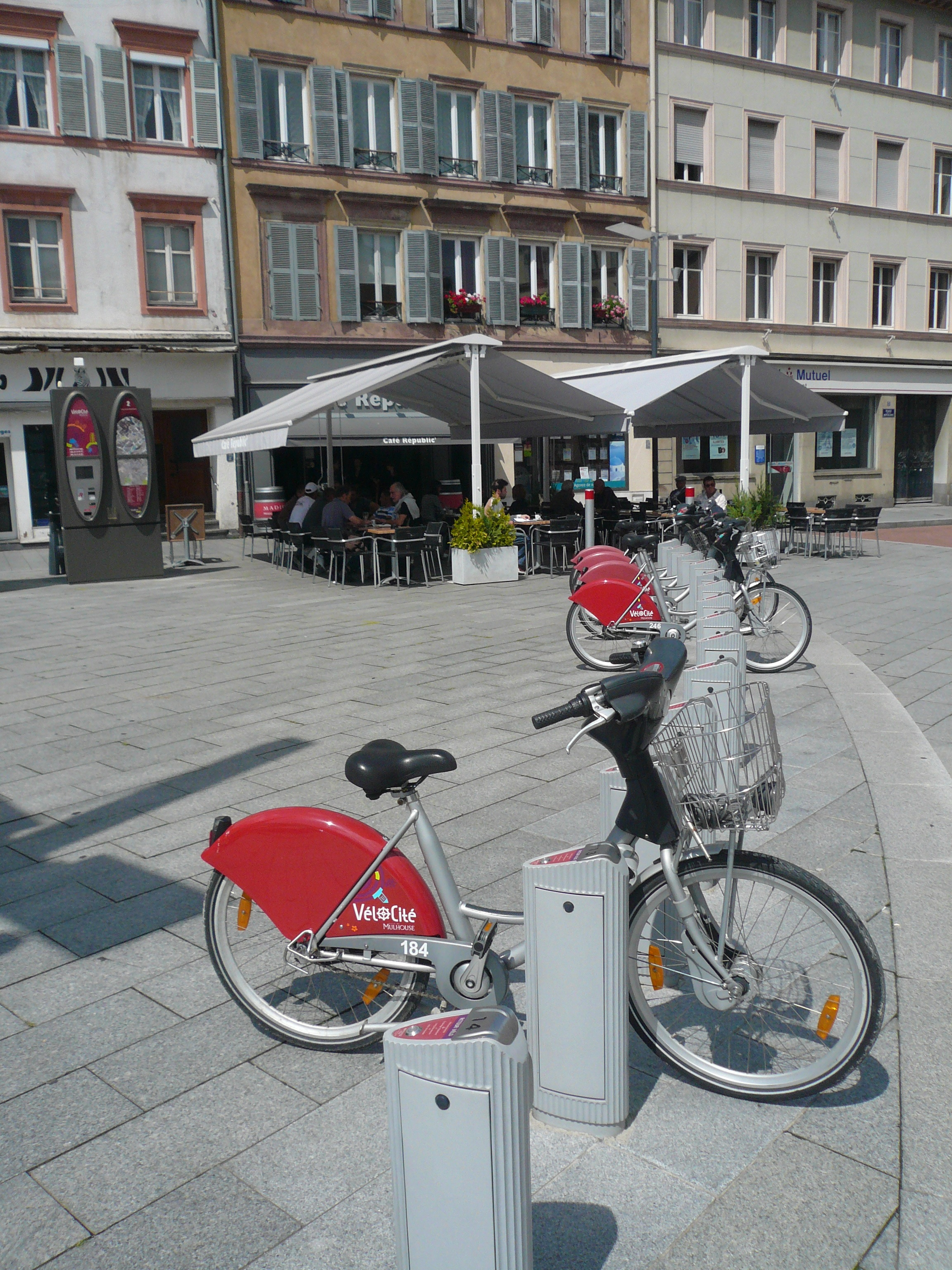
Station et vélos sur la place de la République.

VéloCité est le système de vélos en libre-service de la ville de Mulhouse, en France, mis en service le 15 septembre 2007 par JCDecaux, qui en assure la gestion. Jusqu'en 2025, le service VéloCité propose 240 vélos répartis sur 41 stations.
Depuis mars 2025, le système est opéré par l'entreprise allemande Nextbike, avec des vélos à assistance électriques.

## Historique
Vélocité 1ere génération : JC Decaux
Dans le cadre de la gestion de la publicité en ville, JC Decaux installe en 2007 un service de vélos en libre-service avec une vingtaine de stations à Mulhouse. Progressivement le réseau est étendu pour attendre 41 stations. Entre sa mise en service mi-septembre 2007 et début octobre 2008, environ 65 000 locations ont été enregistrées. JCDecaux indique une fréquentation annuelle d'environ 200 000 trajets.  
Vélocité 2eme génération : Nextbike
Depuis 2025, le service est opéré par nextbike, avec des vélos électriques et une extension du réseau sur Mulhouse et plusieurs communes de l'agglomération. En juin 2025, les villes de Mulhouse et Riedisheim sont équipées de stations.
Le service est accessible uniquement via les applications nextbike et le Compte Mobilité,.

## Tarifs
Comme pour des systèmes comparables dans d'autres villes, l'usager doit d'une part souscrire un abonnement et payer l'utilisation effective d'un vélo d'autre part.
Au 26 mars 2025, les tarifs de l'abonnement sont les suivants :
- 50 € pour un an
- 7 € pour un mois
- 4 € pour un Pass 24 heures

Avec un abonnement annuel, mensuel et un Pass 24 heures, la location d'un vélo est gratuite la première demi-heure (dans la limite de 6 trajets par jour). Ensuite, les usagers doivent payer 1 € par demi-heure supplémentaire.
Sans abonnement, la première demi-heure est facturée 1,5 €.
Les locations sont limitées à 3 heures.